# エンパイア (雑誌)
『エンパイア』（Empire）は、バウアー・コンシューマー・メディアより毎月刊行されているイギリスの映画雑誌である。1989年7月にバリー・マキルヘニー編集、イーマップ発行で創刊号が発売された。2008年初頭にバウアーがイーマップ・コンシューマー・メディアより買収した。他にアメリカ、オーストラリア、トルコ、ロシア、ポルトガルでも発売されている。『エンパイア』は毎年、エンパイア賞を開催しており、開始当初はソニー・エリクソン、2009年からはジェムソン主催で行われている。同賞は読者の投票により決まる。